# Hendersonville (Tennessee)
Hendersonville és una població dels Estats Units a l'estat de Tennessee. Segons el cens del 2008 tenia 47.725 habitants.

## Demografia
Segons el cens del 2000, Hendersonville tenia 40.620 habitants, 15.823 habitatges, i 11.566 famílies. La densitat de població era de 573,9 habitants/km².
Dels 15.823 habitatges en un 35,7% hi vivien nens de menys de 18 anys, en un 59,3% hi vivien parelles casades, en un 10,7% dones solteres, i en un 26,9% no eren unitats familiars. En el 22,3% dels habitatges hi vivien persones soles el 6,5% de les quals corresponia a persones de 65 anys o més que vivien soles. El nombre mitjà de persones vivint en cada habitatge era de 2,55 i el nombre mitjà de persones que vivien en cada família era de 3.
Per edats la població es repartia de la següent manera: un 25,8% tenia menys de 18 anys, un 7,8% entre 18 i 24, un 31,5% entre 25 i 44, un 24,8% de 45 a 60 i un 10,2% 65 anys o més.
L'edat mediana era de 36 anys. Per cada 100 dones de 18 o més anys hi havia 90,3 homes.
La renda mediana per habitatge era de 50.108$ i la renda mediana per família de 57.625$. Els homes tenien una renda mediana de 40.823$ mentre que les dones 27.771$. La renda per capita de la població era de 24.165$. Entorn del 5,2% de les famílies i el 6,2% de la població estaven per davall del llindar de pobresa.

## Poblacions més properes
El següent diagrama mostra les poblacions més properes.